# Rachele Paolelli
Rachele Paolelli (Roma, 30 aprile 1974) è una doppiatrice e direttrice del doppiaggio italiana.

## Biografia
È figlia dell'attrice e doppiatrice Sonia Scotti, sorella di Mario Alessandro Paolelli, figliastra di Vittorio Amandola e cugina di Luca Marinelli, nonché nipote di Eugenio Marinelli.

## Teatro
- Un pesce fuor d'acqua (1994)
- Questo non è un giallo, di Mario Alessandro Paolelli (1995)
- Piedi di feltro, di Mario Alessandro Paolelli (1996)

## Filmografia

### Cinema
- Vite strozzate, regia di Ricky Tognazzi (1996)
- La vera madre, regia di Gianfranco Albano (1999)[1]

### Televisione
- Caro maestro 2 (1997)

## Doppiaggio

### Cinema
- Beth Allen in L'isola del tesoro e i pirati dei 7 mari, L'isola del tesoro e la leggenda degli abissi, L'isola del tesoro e il mistero della pietra magica
- Danai Gurira in Black Panther, Avengers: Infinity War, Avengers: Endgame, Black Panther: Wakanda Forever
- Linda Cardellini in Scooby-Doo, Scooby-Doo 2 - Mostri scatenati
- Elisabeth Moss in Darling Companion, Noi
- Andrea Sawatzki in Aiuto, ho ristretto mamma e papà!, Aiuto, ho ristretto i miei amici!
- Tricia Vessey in Mr. Bean - L'ultima catastrofe
- Marisa Ryan in Wet Hot American Summer
- Mila Kunis in American Psycho 2
- Christina Ricci in Tripla identità
- Sarah McLeod in Il Signore degli Anelli - Il ritorno del re
- Sasha Alexander in I segreti per farla innamorare
- Jane Krakowski in Pretty Persuasion
- Jessica Alba in Ti presento Bill
- Sienna Miller in I misteri di Pittsburgh
- Hilary Swank in Birds of America - Una famiglia incasinata
- Arielle Kebbel in Il coraggio di vincere
- Sarah Michelle Gellar in Possession
- Hilary Duff in Stay Cool
- Aunjanue Ellis in Game of Death
- Crystal Lowe in Un tuffo nel passato
- Jennifer Hudson in I tre marmittoni
- Elisabeth Röhm in Transit
- Amy Warren in Gravity
- Gina Carano in Fast & Furious 6
- Jess Weixler in La scomparsa di Eleanor Rigby
- Jaimie Alexander in Intersections
- Alicia Keys in Jem e le Holograms
- Jessica Brown Findlay in This Beautiful Fantastic
- Olga Fonda in 11 settembre: Senza scampo
- Kathryn Hahn in Bad Moms 2 - Mamme molto più cattive
- Aisha Hinds in Godzilla II - King of the Monsters
- Ashlie Atkinson in Juanita
- Queen Nehellenia in Pretty Guardian Sailor Moon Eternal
- Ellen Dorrit Petersen in Tre noci per Cenerentola
- Michelle Buteau in Sognando Marte
- Naomi Krauss in Un'isola per cambiare
- Claudette Maillé in No negociable
- Carmi Martin in Sosyal Climber
- Rossy de Palma in Luna di miele con mamma

### Serie televisive e Film TV
- Katrina Devine in Power Rangers Ninja Storm, Power Rangers Dino Thunder
- Alison Wright in The Americans, Feud
- Audrey Wasilewski in Il patto di Cenerentola, Mad Men
- Constance Zimmer in Unreal, Angie Tribeca
- Stacie Mistysyn in Degrassi Junior High
- Monica Keena in Dawson's Creek
- Katharine Isabelle in X-Files
- China Shavers in Sabrina, vita da strega
- Vikki Krinsky in Una nuova vita per Zoe
- Luciana Carro in Battlestar Galactica
- Angie Diàz in Power Rangers Mystic Force
- Tanya Chisholm in Big Time Rush
- Angie Harmon in Rizzoli & Isles
- Michelle Borth in Hawaii Five-0
- Paz de la Huerta in Boardwalk Empire - L'impero del crimine
- Cush Jumbo in Lip Service
- Sofia Helin in The Bridge - La serie originale
- Logan Fabbro in The Next Step
- Kellita Smith in Z Nation
- Patina Miller in Madam Secretary
- Marisa Ryan in Wet Hot American Summer: First Day of Camp
- Sharron Matthews in Frankie Drake Mysteries
- Lynn Chen e Jenna Elfman in Fear the Walking Dead
- Joy Nash in Dietland
- Connie Nielsen in FBI
- Ana Ortiz in Whiskey Cavalier
- Wendy Raquel Robinson in Grand Hotel, Descendants
- Kali Rocha in Liv e Maddie
- Chloë Sevigny in Mrs. Harris
- Rachael Crawford in Holidaze - Il Ringraziamento con i miei
- Tatiana Maslany in Dangerous Isolation
- Lara Grice in Un anno senza Babbo Natale
- Marci T. House in Il diavolo in Ohio
- Yvonne Catterfeld in 70 anni all'improvviso
- Jill Ritchie in I Hate My 30's
- Ophélia Kolb in Panda
- Xelia Mendes-Jones in La ruota del tempo

### Soap opere
- Ángeles Balbiani in Flor - Speciale come te
- Susanne Berckhemer in La strada per la felicità
- Gimena Accardi in Teen Angels

### Film d'animazione
- Velma Dinkley in Scooby-Doo e i pirati dei Caraibi, Stai fresco, Scooby-Doo!, Scooby-Doo e il re dei Goblin, Scooby-Doo e la spada del Samurai, Scooby-Doo Abracadabradoo, Scooby-Doo! Paura al campo estivo, Scooby-Doo! La leggenda del Fantosauro, Scooby-Doo! e il Festival dei vampiri, Scooby-Doo! ed il mistero del circo, Scooby-Doo e la maschera di Blue Falcon, Scooby-Doo e il palcoscenico stregato, Scooby-Doo! e il mistero del wrestling, Scooby-Doo! Frankenstrizza, Scooby-Doo! Crociera sulla Luna, Scooby-Doo e il mistero del Rock'n'Roll, Scooby-Doo! e WWE - La corsa dei mitici Wrestlers, Scooby-Doo! e il fantasma del ranch, Scooby-Doo! e Batman - Il caso irrisolto, Scooby-Doo! e il Fantasma Rosso, Scooby-Doo! e la maledizione del tredicesimo fantasma, Scooby-Doo! ritorno sull'isola degli zombie, Happy Halloween, Scooby-Doo!, Scooby-Doo! Alla corte di Re Artù, Viaggio ad Altrove: Scooby-Doo! incontra Leone il cane fifone, Scooby-Doo! contro i Gul, Scooby-Doo! Fantasmi a Hollywood, Scooby-Doo! Grande festa in spiaggia, Scooby-Doo! e il tesoro del Cavaliere Nero, Scooby-Doo! Adventures - La mappa del mistero, Scooby!, Scooby-Doo! I giochi del mistero, Scooby-Doo! In vacanza con il mostro, Scooby-Doo! e il mistero del granturco, Scooby-Doo! La minaccia del cane meccanico, Scooby-Doo! Goal da paura, Scooby-Doo! e il mostro marino
- Karen Minazuki/Cure Aqua in Yes! Pretty Cure 5 - Le Pretty Cure nel Regno degli Specchi e Yes! Pretty Cure 5 GoGo! - Buon compleanno carissima Nozomi
- Li Shiehua in Card Captor Sakura - The Movie
- Giardiniera in Bentornato Pinocchio[2]
- La madre in Nat e il segreto di Eleonora
- Misato Katsuragi in Evangelion: 3.0 You Can (Not) Redo, Evangelion: 3.0+1.0 Thrice Upon a Time
- Omnia in Winx Club - Il mistero degli abissi
- Rosie il robot in I Jetson e il WWE - Viaggio nel tempo

### Serie animate
- Velma Dinkley in Le nuove avventure di Scooby-Doo, Shaggy e Scooby-Doo, Scooby-Doo! Mystery Incorporated, Be Cool, Scooby-Doo! e Scooby-Doo and Guess Who?
- Nelson in Piccoli canguri
- May Panzer (2°voce) in Ed, Edd & Eddy
- Mei in Galactik Football
- Tendra in PopPixie
- Diana (st. 4), Omnia (st. 5), Nebula (seconda voce st. 6), Griselda (seconda voce st. 5-8) e voci aggiuntive in Winx Club
- Shelby e Piccolo P in Adventure Time
- Jasmine in A tutto reality - L'isola di Pahkitew
- Mandy Struzione in I Fantaeroi
- Celia e CJ in Regular Show
- Ranu (seconda voce) ne I Saurini e i viaggi del meteorite nero
- Priscilla Johnson/Aunt Grandma in Uncle Grandpa
- Peridot (solo nell'episodio "Oltre il flusso") in Steven Universe
- Black Gold Saw/Saya Irino in Black Rock Shooter
- Karen Minazuki/Cure Aqua in Yes! Pretty Cure 5 e Yes! Pretty Cure 5 GoGo!
- Jenny in Holly & Benji Forever
- Sig.ra Haruka Hikari in MegaMan NT Warrior, MegaMan NT Warrior Axess
- Cosmo in Sonic X
- Roxanne in Ultimate Muscle
- Milly Ashford in Code Geass: Lelouch of the Rebellion
- Talho Yuki in Eureka Seven[3]
- Chizuru in Mawaru-Penguindrum
- Kurisu Makise in Steins;Gate[4]
- Jane Greenback in Black Lagoon
- Cybela Coutaud in Sfondamento dei cieli Gurren Lagann
- Anka in L'attacco dei giganti
- Coso (2°voce) in Teen Titans Go! (st.2+)
- Tuffy (1°voce) in The Tom & Jerry Show
- Nurenya in Daniel Spellbound
- Okoye in What if...?
- Kelli e Kelly in Looped - È sempre lunedì
- Mei Lee/Volpe di Giada in Sandokan - Le due tigri
- Madre di Nishikata in Non mi stuzzicare, Takagi!
- Agnese in Pinocchio and Friends
- Zazan in Hunter × Hunter (serie 2011)
- Kyoka in Fairy Tail
- Sandra in Agent 203
- Roxanne in DuckTales
- Shoola in Arcane

### Videogiochi
- Mathilda, Amala e Fei Rin in Anarchy Reigns[5]
- Rachael Townsend in Binary Domain[6]
- Cheetah e Batgirl in Lego Batman 3: Gotham e oltre,[7] Lego DC Super-Villains[8]
- Raven in Lego DC Super-Villains[8]
- Carol Emeka in Cyberpunk 2077[9]
- Queen Bee in DC Universe Online[10]
- Regalla in Horizon Forbidden West[11]